# Passiflora citrifolia
Passiflora citrifolia Salisb. – gatunek rośliny z rodziny męczennicowatych (Passifloraceae Juss. ex Kunth in Humb.). Występuje naturalnie w Gujanie Francuskiej. Według niektórych źródeł rośnie także w Surinamie, Gujanie, Wenezueli, Kolumbii oraz Peru.

## Morfologia
PokrójZdrewniałe, trwałe, nagie liany.
LiściePodłużne, prawie sercowate u podstawy, skórzaste. Mają 10–20 cm długości oraz 5–10 cm szerokości. Całobrzegie, ze spiczastym wierzchołkiem. Ogonek liściowy jest owłosiony i ma długość 5–15 mm. Przylistki są nietrwałe.
KwiatyPojedyncze. Działki kielicha są podłużne, białawe, mają 2–2,8 cm długości. Płatki są podłużne, białe, mają 2–3 cm długości. Przykoronek ułożony jest w 4–6 rzędach, pomarańczowo-purpurowo-brunatne.
OwoceSą elipsoidalnego kształtu. Mają 4–5 cm długości i 3 cm średnicy.